# Гребеновидна медуза
Гребеновидната медуза (Mnemiopsis leidyi) е вид ктенофор от семейство Bolinopsidae, единствен представител на род Mnemiopsis. Има висока толерантност към различни нива на соленост.

## Разпространение
Естественият ареал на гребеновидната медуза са западните крайбрежни води на Атлантическия океан. През 1980-те години е случайно интродуциран в Черно море чрез баластните води на корабите. Инвазивният вид причинява големи стопански загуби на местния риболов, тъй като се храни с ларвите и хайвера на рибата. Балансът на екосистемата е възстановен чрез интродуцирането на друг ктенофор, Beroe ovata, който се храни с Mnemiopsis leidyi. През 1999 г. е случайно въведен и в Каспийско море, което довежда до спад в популацията на есетрите. През 2006 г. е докладван и в Средиземно, Северно и Балтийско море.

## Описание
Гребеновидната медуза е пелагичен вид, плуващ свободно във водния стълб. Достига 7 – 10 cm дължина. Тялото е прозрачно или белезникаво, надлъжно сплеснато и има четири реда ресни, които излъчват светлина с всички цветове на дъгата през деня и зелено през нощта. Не е отровен.

## Хранене
Гребеновидната медуза се храни със зоопланктон.

## Размножаване
Видът е хермафродит и се опложда външно. Големи концентрации на вида се наблюдават през топлите месеци от юли до август.